# 딩키 덕
딩키 덕(Dinky)이란 미국 테리툰 스튜디오 만화 애니메이션에 나오는 한 검은 오리 주인공을 말하며, 모든 내용의 공통점은 오리 딩키 자신이 다른 주인공들과 전혀 다르게 행동하거나 다른 주인공들과 인생을 다르게 살아왔다는 것을 보여준다. 그래서, 딩키의 내용에서는 미운 오리 새끼 동화를 다르게 해석한 내용이 나오고, 개미와 베짱이와 같은 이야기가 다르게 전개되는 내용도 나온다.

## 특징
- 안데르센의 미운 오리 새끼 본래 동화에서는 엄마 오리가 수많은 알을 품고 그 알에서 하나씩 수많은 오리새끼가 태어났지만, 그 중 특이하게 커다란 알에는 전혀 다른 형태의 백조 새끼가 태어난다. 결국 서로 생긴 것도 다른 이유로 오리들 무리에서 헤어지고 백조 새끼는 다른 곳으로 이동한다. 오리가 아닌 다른 곳에서도 수많은 박대를 받은 경험들을 통해 자꾸 쫓겨나고 불행한 삶을 사는 백조 새끼는 그러다가 어른이 되어 다른 백조들과 같이 어울려서 행복하게 산다는 것으로 끝이 난다.
- 월트 디즈니의 미운 오리 새끼도 있는데, 여기서는 본래 동화 미운 오리 새끼와 마찬가지로 한 오리들 속에서 태어난 백조 새끼가 등장하며, 아빠 오리와 엄마 오리는 서로 이런 문제로 싸우게 되어 헤어진다. 물론 월트 디즈니의 미운 오리 새끼 역시 백조 새끼도 엄마 오리와 오리 형제들에게 차별을 받고 버림받는다. 그렇게 헤어진 백조 새끼는 한 둥지의 어떤 새들 새끼들하고 친하게 지내다가 그들의 어미 새에게 쫓겨나 역시 버림을 받고, 장난감으로 된 새를 진짜 새로 착각한 백조 새끼는 좋아하지만 너무 놀다가 센 물살 때문에 장난감으로 된 새가 앞뒤로 흔들리더니 우연히 백조 새끼를 때리고 만다. 그 바람에 백조 새끼는 물 속 깊숙이 빠졌고 그걸 본 백조 새끼는 역시 장난감으로 된 새가 자기를 차별하는 줄 알고 운다. 그러다가 자기와 같은 다른 엄마 백조와 그들의 새끼들을 만나게 된다. 형태도 서로 똑같고, 울음소리도 서로 같았기 때문에 꼭 어른이 되지 않은 백조래도 다행히 이 백조 새끼는 자기와 같은 종족 백조들 무리를 만난 덕에 결국 금방 해피엔딩으로 끝날 수 있었다. 즉, 본래 미운 오리 새끼 내용과 월트 디즈니의 미운 오리 새끼 내용의 차이점은 백조가 어른이 되지 않고도 새끼인 채로 다른 백조들을 만나서 바로 행복하게 끝난다는 차이이므로 월트 디즈니 쪽의 내용이 본래 미운 오리 새끼보다 더 행복하게 끝난다.

## 내용
딩키가 미운 오리 새끼처럼 살아왔다는 이야기가 전개된다. 즉, 딩키가 오리 형태를 가지고 있는 반면, 다른 주인공들은 모두 닭들로서 딩키가 그 인생 속에서 살아가는 것을 말한다.

### 미운 오리 새끼
1. 딩키라는 만화에서는 등장하는 주인공은 백조가 아닌 동화 제목 그대로 흑색 오리에 관한 애니메이션 만화다. 여기서는 흑색 오리 딩키가 한 연못에서 큰 오리들과 어울리다가 한 사냥꾼이 오리사냥으로 인해 닭농장으로 피신한다. 거기서 딘시는 닭들이 이미 낳은 알 4개 중 이미 깨진 한 개 알 속으로 잠시 들어갔다. 나머지 알에서 그대로 병아리들이 태어났지만 수탉이 이미 깨진 알 속에 숨은 오리 딩키를 보고 암탉과 서로 싸우게 된다. 그리고는 흑색 오리 딩키를 발로 차서 내쫓아버리고 이후 수탉은 암탉들에게 알을 낳으라고 지시하며, 불을 껐다 켰다하면서 암닭들에게 수많은 알을 낳게 만든다. 이걸 우연히 본 딩키는 낳은 알들을 정리하지만 수탉에게 다시 걸려 또 쫓겨나고 만다. 또 발로 차인 딘시는 한 그루의 나무에 부딪혀 벌레들이 딩키를 감싸 공격하자, 딩키는 막대기로 어떻게든 쫓아내려다가 그만 큰 실수를 하고 만다. 암닭이 낳은 수많은 알들을 여러 상자에 넣고 옮기는 수탉하고 우연히 부딪혔던 것이다. 그 바람에 박스 안에 있었던 알들이 주위로 흩어져 깨져버렸고 그 중 몇 개 알들이 수탉을 때리면서 수탉의 얼굴이 노른자 범벅이 되었다. 딩키는 물을 가져와 씻게 했고, 발도 닦았지만 다시 한 번 쫓겨나게 되었다. 한편, 암닭은 병아리들을 데리고 나들이 가다가 폭풍우를 만나 결국 농장으로 피신했는데 폭풍우가 얼마나 셌던지 농장 자체가 날아갔고, 병아리 한 마리가 물 속으로 빠졌다. 이걸 본 암닭은 어찌할 바를 몰랐고 수탉도 그걸 보고 물로 뛰어들었으나 오히려 구하지 못했다. 이걸 본 오리 딩키는 물 속에 빠진 한 마리 병아리를 보고 물 속에서 재빨리 구조해냈다. 원래 오리는 물 속에서 항상 수영을 잘하기 때문에 수영을 못하는 병아리와 큰 차이점이 바로 딩키가 그 병아리를 결국 구하게 된 것이다. 결국 오리 딩키는 그런 은혜로 닭 무리에서 같이 살게 되었다는 얘기로 끝이 난 것이다. 이는 곧 미운 오리 새끼와 특이하게 해피엔딩으로 끝난다[1].
2. 1번과 비슷하게 전개되어도 정확하게는 조금 다르게 끝나는 경우도 있다. 한 농장에서 일하는 주인이 박스 안에 수많은 오리들을 당나귀 마차에 싣고 가다가 실수로 한 개 알이 빠져나갔다. 빠져나가서 홀로 버려진 알에서 흑색 오리 딩키가 태어났고, 우연히 지나간 돼지들 무리하고 같이 가다가 결국 어미 돼지가 딩키를 보고 쫓겨났다. 그러다가 딩키는 우연히 작은 구멍을 보고 그곳으로 들어갔는데 바로 그곳은 암닭들이 이미 낳은 알들이 있는 장소였다. 딩키는 그 중 이미 깨진 한 개 알 속으로 들어갔는데 아무것도 모르는 암닭은 나머지 알들과 깨진 알 속에 딩키까지 품었다. 수탉은 암탉들에게 모두 알을 낳으라고 지시하고 알 검사까지 하는 매우 사납고 엄격한 수탉이었다. 수탉은 오리 딘시가 있는 알들이 있는 쪽으로 갔는데 4마리 병아리가 태어났고 이미 깨진 알 속에 딘시를 보고 수탉과 암탉이 서로 싸웠고, 딘시는 역시 수탉에게 쫓겨나갔다. 딘시는 포기하지 않고 빗과 빗자루를 각각 머리와 꼬리에 꽂아놓고 수탉 앞에서 닭 행세를 했지만, 울음소리 때문에 들통이 나 다시 한 번 쫓겨났다. 한편, 암탉은 4마리 병아리와 함께 나들이를 갔는데 1마리 병아리가 나비를 보면서 나비를 잡으려고 딴데로 가고 말았다. 나비를 잡으려는 한 마리 병아리는 그만 물 속에 빠지고 말았고 빠져나오려고 발버둥 쳤지만 소용이 없었다. 역시 암탉은 1마리 병아리가 없어지는 것을 뒤늦게 알고 찾아헤메다가 물 속에 떠내려가 비명을 지르는 그 병아리를 찾았지만 이미 물에서 떠내려가고 있었다. 마침 딘시도 물에 떠내려가는 병아리 울음소리를 듣고 물 속에 들어가 수영을 하여 1마리 병아리를 구해냈다. 결국 1번 내용처럼 딩키 덕은 이번에도 물 속에 떠내려가는 병아리를 구해내는 생명의 은인이 되었으며 역시 닭들과 함께 살게 되었다[2].
3. 미운 오리 새끼와 비슷한 내용이지만 전혀 특별하고 다르게 이야기가 전개되는 일도 있다. 수탉과 암탉이 알을 유모차에 싣고 토끼가 살고 있는 집을 잠시 방문했다. 토끼 어미들도 역시 토끼 새끼들이 태어났고 닭들도 그걸 축하했고 토끼 새끼들을 보면서 귀여워했다. 그러는 도중, 어떤 어미 흑색 오리가 추워서 떨고 있고, 혼자서 제대로 키우지 못했는지 이미 닭들이 낳은 알 속의 유모차에 자기가 낳은 오리 알과 거기에 넣고 편지까지 넣은 채, 어디론가 사라진다. 아무것도 모르는 수탉과 암탉이 유모차에 있던 알에서 그대로 병아리들이 한 마리씩 태어났는데 그 속에 있던 큰 오리 알에서 흑색 오리 딩키가 태어나게 되었다. 그러자, 역시 수탉과 암탉은 편지를 봤지만 서로 싸우게 되고 결국 수탉은 따로 살게 되었다. 오리 딩키는 다른 병아리들처럼 식사를 같이 하고 있었는데 문득 딩키는 자기가 먹으려다가 대신 수닭에게 먹을 것을 주기로 했으나 박대를 받았고 거절만 당했다. 결국 음식은 다른 닭들이 먹어버리고 말았다. 그래서 딩키는 편지를 쓰고 떠나기로 결정하고, 물 속으로 뛰어들어가려고 했는데 병아리들이 그걸 말리려고 했다. 하지만 딩키는 떠나갔다. 그걸 본 수탉과 암탉 그리고 병아리들은 슬프게 울었다. 그걸 지켜본 딩키는 다시 돌아왔고 닭과 병아리들은 결국 사랑하게 된 것으로 끝이 난다.[3]
4. 오리 딩키가 평소 때처럼 오리들하고 어울리는데 오리를 사냥하는 사냥꾼이 딩키를 공격하자, 딩키 덕은 몸을 숨기다가 우연히 수닭과 암닭과 병아리들이 지나가는 광경을 보게 된다. 딩키 덕은 음식이 들어있는 바구니 속에 들어있는데 수탉이 그걸 보고 내쫓았다. 그러다가 병아리 1마리가 우물 속에 빠져 나올 수가 없게 되자, 딩키 덕이 물을 빠진 병아리를 구해주었다. 역시 이 내용도 오리가 수영 잘하는 본능 차이로 인해 병아리를 구해준 것이고, 수탉은 딩키 덕을 잘해주었다[4].

### 기타
- 어떤 내용 부분에는 오리 딩키가 닭들 무리에서 서로 노래부르고 연주하다가 한 독수리가 나타나 닭들을 공격하는 장면도 나온다. 이에 오리 딩키는 하늘 높이 날아 독수리를 공격해 닭들을 구해주는 이야기도 나온다[5]. 여기서는 미운 오리 새끼들 이야기하고는 전혀 상관없는 다른 이야기라고 볼 수 있지만, 결국 오리 딩키가 닭들과 처음부터 차별받지 않고 어울려 살다가 오히려 딩키가 구해주는 영웅이 되는 이야기이므로 더 큰 해피엔딩이라고 볼 수 있다.
- 딩키 덕이 스스로 다른 야생오리들처럼 날려고 싶은데 날 줄 몰라서 숲 속의 동물들에게 온갖 비웃음을 받고 만다. 딩키 덕은 온갖 노력에도 불구하고도 날 줄 몰라 결국 눈물만 흘리고 만다. 그런데 어떤 족제비로 보이는 동물이 딩키 덕을 먹기 위해 날 방법을 가르쳐준다고 속여 동굴 안으로 유인한다. 딩키 덕은 막대기에 매달린 채, 밧줄에 꽁꽁 묶여 장작 뗀 불을 데이긴 했으나 겨우 빠져나왔다. 딩키 덕은 야생 족제비가 끈질긴 쫓아오는 속에서 계속 달아났고 이 동안 야생 동물들이 딩키 덕을 구해주었다. 그 동안 딩키 덕은 두 발을 이용해 나는 방법을 알아냈고 그렇게 날아갔다. 하지만 다른 야생오리들과 달리 발로 날아다니는 모습을 보고 야생오리들은 발로 날아다니는 딩키 덕을 보면서 놀란다. 그럼에도 불구하고도 딩키 덕은 발을 이용해 펄럭거리면서 자기 갈 길을 가게 된다.[6]
- 어떤 하얀 개가 장난으로 야생 오리들을 쫓아낸다. 그러다가 개는 딩키 덕의 꽥꽥 거리는 소리를 듣게 된다. 딩키 덕이 온갖 귀여움 태도를 보이자 개는 포기하고 돌아선다. 그런데 딩키 덕은 끝까지 개를 쫓아다녔는데 당연히 개는 딩키 덕을 좋아할 리가 없으나 딩키 덕이 코에 뽀뽀를 하자 사랑에 빠져 같이 살게 된다. 그러나 여기서 등장하는 딩키 덕은 개와 같이 살면서 개가 자도 도중에 귀찮게 구는 말썽꾸러기였다. 개가 온갖 꾸중을 해도 소용이 없었고 심지어 개가 딩키 덕 때문에 엉덩이에 페인트칠을 통해 어느 염소하고 마주치게 된다. 결국 염소의 뿔에 개가 맞자, 개는 딩키 덕의 엉덩이를 통해 매를 하려고 했으나 마음이 약해져 결국 딩키 덕을 야생 오리들 속으로 날아 보낸다. 그러나 딩키 덕은 곧 돌아오는데 야생 오리들과 함께 나타나면서 행복하게 끝난다[7].
- 딩키 덕이 독수리 알을 닭들 속에 갖다놓자, 닭들이 내쫓았다. 그래서 딘키 덕은 자기 집에 독수리 알을 키우기로 했는데, 일단 알에서 태어난 독수리는 가축들을 위협하자 닭들이 내쫓았다. 하지만 딘키 덕은 정성을 다해 독수리를 보살폈고 훗날 독수리가 닭들을 구해주는 동물이 되었다[8]

### 피노키오
- 딩키 덕이 노래를 배우려고 하는데 노래를 못 불러 야생 동물들에게 비웃음을 받게 된다. 심지어 엄마에게도 꾸중을 받게 된다. 하지만 딩키 덕은 끝까지 노래부르는 것을 고집하였다. 그러다가 어떤 천사가 나타나서 딩키 덕의 부리를 때리면서 노래를 부르게 된다. 그러자 어떤 극단 주인이 딩키 덕을 이용하여 새장에 가둔 다음 머나먼 장소로 가서 노래를 불러 돈을 벌게 되었다. 하지만 정작 돈은 극단 주인의 몫이었고 딩키 덕은 눈물만 흘린 채 영원히 후회하게 된다. 그러자 어떤 천사가 다시 나타나 딩키 덕을 원래대로 해주고 사라졌다. 이 때부터 딩키 덕은 예전처럼 노래를 부르고 본래 꽥꽥 거리는 소리만 나오자 관중석들은 온갖 비난만 쏟아진 채 극단 주인만 두들겨 맞게 된다. 이 사이에 딩키 덕은 얼른 달아나 자기 집으로 돌아와서 엄마를 만나 행복하게 살게 되었다[9].

### 개미와 베짱이
딩키는 등장해도 정작 미운 오리 새끼같은 이야기가 전개되지 않은 걸 말한다. 그런데 여기서 놀라운 점은 오리 딩키가 말하는 것이다. 내용의 공통점은 딩키가 보통 오리들처럼 부지런하지 못하는 장면이 나온다.
1. 검은색 오리 딩키가 등장하지만, 미운 오리 새끼와 전혀 관계없는 같은 종류 노란색 오리들하고 같이 어울리는 내용이다. 또한 여기서는 아름다운 음악이 흘러나온다. 오리 학교로 가는데 어미가 새끼 오리를 업고 날아다니는 것부터 시작되어, 새끼 오리들이 하늘을 스스로 나는 장면도 함께 나온다. 하지만 검은색 오리 딩키는 혼자 딴짓하고 다르게 놀고만 있고, 다른 오리들이 하는 말은 들은 척도 하지 않았다. 그러다가 결국 다른 오리들 무리가 날아가버릴 때부터 버림을 받고 오리 딘시는 잠깐만 기다리고 소리쳤지만 이미 때는 늦었다. 결국 딩키는 눈보라가 몰아치는 겨울추위를 지나가면서 걸어야 했고, 강한 바람 때문에 나무 밑에 파인 한 구멍에 박힌다. 그러다 눈보라는 걷히고 한 철새가 딩키에게 편지를 보낸다. 딩키는 자기가 스스로 날지 않은 대신 비행기를 타고 함께 날아가는 오리떼들과 나란히 가면서 이야기가 끝난다[10]. 여기서는 딩키 덕이 개미와 베짱이에 가까운 동화이야기를 다르게 해석하는 내용이다.
2. 다른 오리들이 물 속에서 수영을 즐기고 있는 반면, 딩키는 수영하기가 무섭고 할 줄을 몰라 혼자 물속에 들어가지 못하고 있었다. 그래서 다른 오리들이 딩키를 물 속으로 들어가게 하려고 했지만, 딩키는 수영하지 못해 들어가지 못했다. 그래서 딩키는 부엉이 선생님을 찾아가서 상의했다. 부엉이 선생님은 막대기를 들면서 물 속에 들어가라고 했다. 결국 딩키는 부엉이 선생님이 말한대로 했지만, 다른 오리들은 딩키가 하는 걸 보고 비웃었다. 그런데 악어가 나타나 노란색 오리들을 보고 먹으려고 했는데 딩키가 그걸 보고 막대기로 꼬리를 때렸다. 화가 난 악어는 이번에 딩키를 공격했다. 딩키는 우선 노란색 오리들의 목숨은 구했으나 정작 자신이 악어 입안으로 들어가는 갑작스러운 위기를 맞이하였다. 하지만, 이내 악어의 이빨을 문으로 삼아 열어 빠져나왔지만, 악어는 계속 검은색 오리 딩키를 공격하다가 나뭇가지 사이에 끼고 말았다. 게다가 그곳은 깊은 폭포였기 때문에 악어는 폭포 아래로 떨어졌고, 오리 딩키도 잘못하다간 폭포 아래로 떨어질 지도 모르는 위험에 빠졌으나 안간힘을 다 해 수영하여 위기를 모면했다. 그걸 본 오리들은 모두 딩키를 수영잘한다고 칭찬했고, 결국 딩키는 보통 오리들처럼 수영할 수 있게 되었다[11]. 여기서도 역시 아름다운 음악이 흘러나온다.

### 치킨 리틀
여기서도 딩키 덕이 등장하지만, 이 내용은 지혜로운 병아리라고 불리는 내용과 비슷하게 전개된다.
1. 실제 치킨 리틀은 둔하고 멍청한 조그만한 병아리가 늑대가 던진 어떤 물건에 맞아서 하늘이 무너진다 라고 생각하고 다른 새들에게 알리지만, 다른 새들은 믿지 않는다. 하지만 늑대가 다른 새들도 똑같은 방식으로 물건을 던지자 다른 새들도 하늘이 무너진다라고 주장하게 되었고, 늑대는 동굴만이 안전한 곳이라고 치킨 리틀에게 귓속말로 전한다. 사실 동굴은 안전한 곳이 전혀 아닌 늑대가 살고 있는 집이었으며, 치킨 리틀은 얼른 다른 닭, 오리, 거위 들에게 모두 동굴로 가라고 전한다. 새들은 모두 농장을 빠져나와 동굴로 가게 되었고, 늑대는 포식한다[12].

하지만, 이 딩키 덕이 등장하는 내용은 딩키 덕이 하늘이 무너진다 라는 헛소리를 말한 일이 아니라 사실상 다른 새들이 그냥 딩키 덕을 무시해서 새들 곁에 끼어주지 않는다. 그리고 어떤 여우가 새들을 지 동굴로 안내하면서 딩키 덕을 제외시킨다. 그런데 딩키 덕이 보는 순간, 그 여우는 다른 새들을 잡아먹으려는 무시무시한 포식자였으며 딩키 덕이 구해준다.

## 같이 보기
- 미운 오리 새끼
- 개미와 베짱이
- 피노키오
- 테리툰스
- 간디 구스
- 치킨 리틀

## 간디 구스
테리툰의 대표적인 오리가 딩키 덕이라면, 거위는 간디 구스가 등장한다.